# Noma (ristorante)

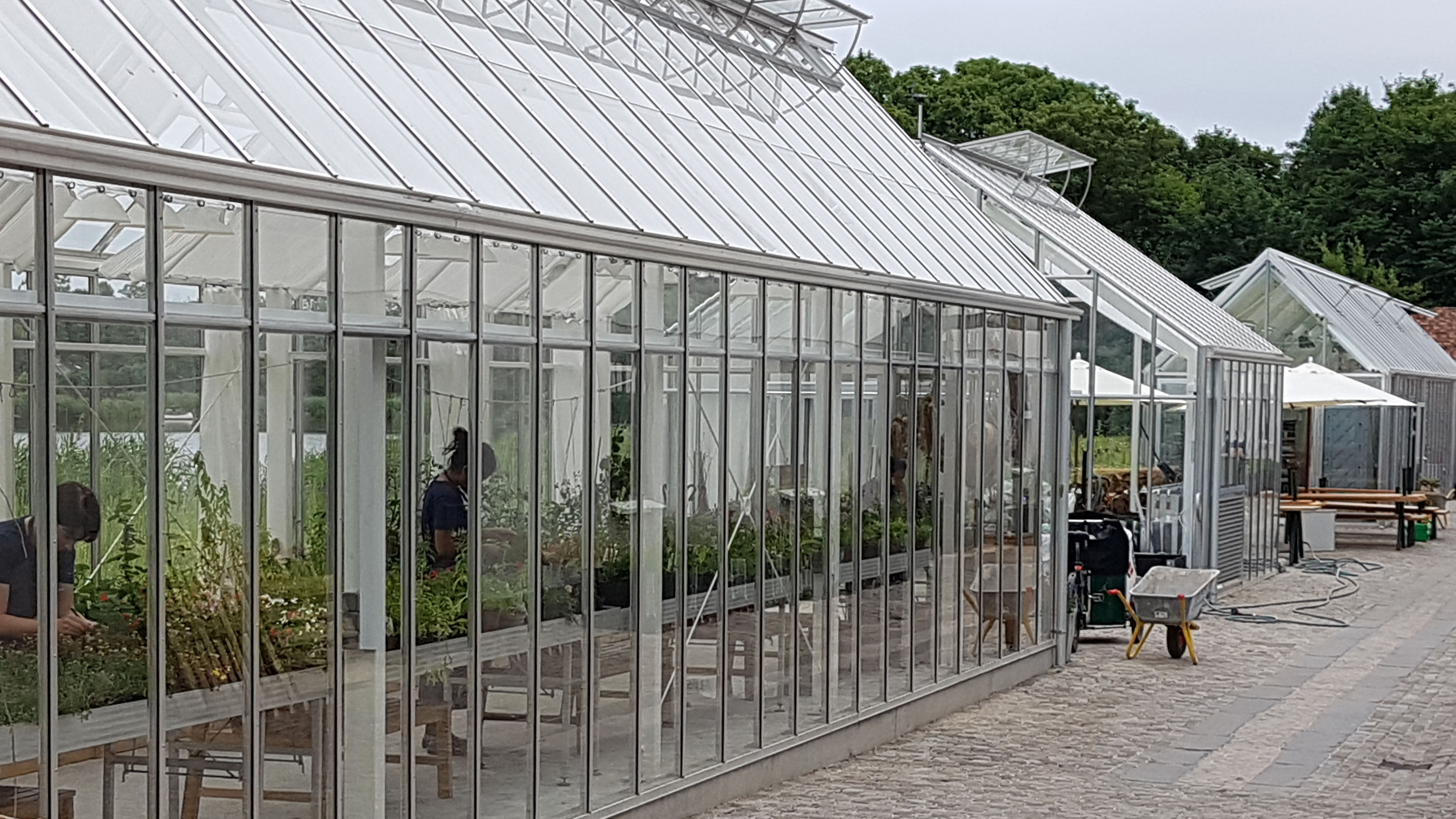
Le serre dell'attuale sede del ristorante.

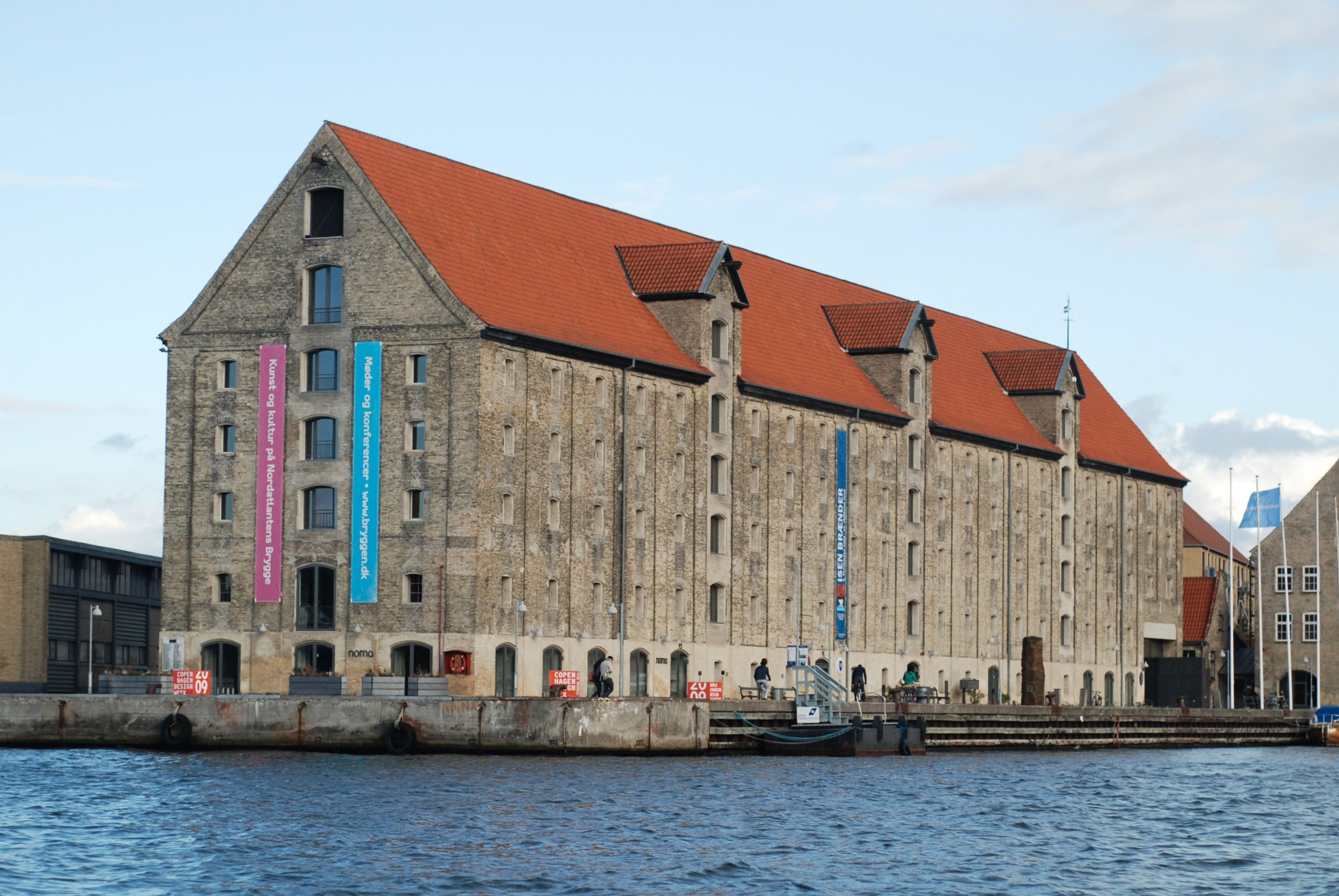
Il Nordatlantens Brygge, prima sede del Noma

Il Noma è un ristorante, laboratorio di ricerca e produzione alimentare situato a Copenaghen, in Danimarca, aperto nel 2004. Lo chef è il danese con ascendenze albanesi René Redzepi, mentre il laboratorio è stato co-fondato con lo chef canadese David Zilber. Dal 2022 produce e vende ingredienti per la cucina al dettaglio con il brand Noma Projects.
Il nome è una parola composta dai due termini danesi nordisk e mad, ossia nordico e cibo, in riferimento al movimento della nuova cucina nordica: a tal proposito il nome del ristorante è sempre espresso con l'iniziale minuscola in tutti i documenti ufficiali, le comunicazioni e i libri.
Il ristorante è stato giudicato per cinque volte il miglior ristorante del mondo secondo la classifica The World's 50 Best Restaurants, portando l'organizzazione a cambiare il regolamento della competizione, escludendo dal premio i ristoranti già vincitori. Per questa nomea viene ancor oggi appellato nei media come "il miglior ristorante al mondo".

## Storia

### Il ristorante
Il Noma originariamente si trovava in un vecchio magazzino di prodotti ittici costruito nel 1766, situato sull'isola artificiale di Christianshavn e circondato dai canali della capitale danese e nelle vicinanze si trova la Grønlandske Handels Plads (piazza del commercio groenlandese). Nel 2010 diviene il miglior ristorante al mondo secondo la prestigiosa classifica The World's 50 Best Restaurants, la prima di cinque vittorie.
Nel 2013 il Noma ha attraversato un momento di crisi dopo un'intossicazione da norovirus di Norwalk che colpì 63 suoi clienti. Dopo aver chiuso per qualche tempo, Redzepi riapre il ristorante raccontando la storia nel docu-film Noma. My perfect storm. L'episodio non arreca danni sostanziali al ristorante, dato che solo l'anno dopo il ristorante si attesta per la quarta volta migliore al mondo. 

### Il laboratorio e Noma 2.0
Nel 2014, come si racconta nel suo libro, Redzepi decide di riscoprire antiche tecniche di fermentazione, tra cui quella del garum di epoca romana. Per farlo decide di aprire un laboratorio di ricerca sulla fermentazione, dapprima costruito in un container e poi in un edificio adeguato, affidato allo chef canadese David Zilber, già collaboratore del Noma come chef de partie. Da quel momento, il laboratorio di ricerca del Noma ha influenzato la scena della cucina contemporanea in fatto di tecniche di fermentazione. 
Un nuovo Noma, chiamato Noma 2.0, è stato inaugurato nel febbraio 2018, un anno dopo aver servito l'ultimo pasto nella sede precedente. Attualmente la sede del ristorante si trova in Refshalevej 96 nel quartiere di Christiania ed è un complesso costituito da un lungo corpo centrale (ricavato da un vecchio deposito del '900) dove si trovano il laboratorio, le cucine interne e le sale del personale con delle nuove strutture in legno e vetro progettate dallo studio BIG Architects in stile scandinavo contemporaneo, dove si trovano invece le sale del ristorante e la cucina a vista. Completano l'edificio tre serre, di cui solo una vera; le altre due sono la sala d'attesa degli ospiti e la test kitchen. 
Il 13 settembre 2012 il Noma viene insignito della terza stella Michelin, riconoscimento meritato ormai da molti anni a detta di molti professionisti e appassionati, ma mai ottenuto prima. Pochi giorni dopo, il 5 ottobre, il Noma diviene per la quinta volta miglior ristorante al mondo, pur essendo stato escluso dalla competizione nel 2014 a causa delle troppe vittorie: la motivazione è che avendo cambiato sede, il premio è stato vinto sotto il nome di Noma 2.0.

### Annuncio di chiusura e controversie
Il 9 gennaio 2023 il Noma annuncia ufficialmente la chiusura del ristorante nel 2024 definito "insostenibile", in favore del solo laboratorio di ricerca ed eventualmente degli eventi pop-up. Sebbene molte riviste specializzate e canali media abbiano coperto la notizia, questa non è stata più ripresa dal ristorante o da René Redzepi, il quale, nel 2024 e nel 2025 ha continuato a operare la sua normale attività annunciando nuove stagioni nel ristorante. Il ristorante, che era stato rinominato Noma 3.0 sul sito e nelle comunicazioni ufficiali appena dopo l'annuncio, è stato nuovamente rinominato Noma nel 2025. Questo ha fatto pensare all'annuncio di chiusura come una tattica per incentivare le prenotazioni dopo le perdite dovute alla chiusura per il COVID-19 o per distogliere l'attenzione dalle recenti controversie sul trattamento di alcuni rapporti di lavoro non retribuiti.

## Menù e pop-up
Fino al 2025 il Noma ha alternato stagionalmente tre stili di menù (seasons), che si rifanno a categorie di ingredienti e ambientazioni ben precise; le tre stagioni sono:
- Vegetable Season: stagione del mondo vegetale che si svolge durante la primavera e l'estate, durante la quale il ristorante propone ricette vegetariane o vegane, talvolta con l'aggiunta di insetti, privilegiando gli ingredienti freschi quali piccole verdure, fiori e bacche
- Game and Forest Season: stagione della caccia e della foresta che si svolge in autunno e talvolta in parte dell'inverno, che vede protagonista la cacciagione spesso nelle sue parti meno nobili, insieme alla raccolta di ingredienti spontanei (foraging) della foresta danese come funghi, cortecce, muschi e radici.
- Ocean Season: stagione del pesce e dei frutti di mare, che si svolge durante l'inverno, in cui il ristorante propone ricette che hanno come protagonisti gli animali marini della tradizione danese e le alghe, con alcune contaminazioni.

Alcuni anni una delle tre stagioni viene sostituita da una stagione pop-up, durante la si sposta presso altre strutture in altre città del mondo, proponendo menù con ingredienti e modalità di preparazione tipiche del luogo preparate attraverso i metodi new nordic. Alcuni ingredienti studiati per i pop-up sono poi entrati permanentemente nel ricettario del Noma, in particolare quelli della cucina messicana e giapponese.
I ristoranti pop-up sono stati aperti nelle seguenti località:
- Londra, Regno Unito (2012), 10 giorni presso l'hotel Claridge's.
- Tokyo, Giappone (2015), stagione invernale presso il Mandarin Oriental Tokyo.
- Sydney, Australia (2016), una stagione completa presso la baia di Barangaroo.
- Brooklyn, New York, Stati Uniti (2022), evento di cinque serate nel quartiere di Dumbo.
- Kyoto, Giappone (2023, 2024), una stagione estiva e una autunnale presso l'hotel Ace.
- Los Angeles, California, Stati Uniti (2026).

## Riconoscimenti

### Guida Michelin
- Due stelle Michelin (2008)
- Tre stelle Michelin (2021)

### The World's 50 Best Restaurants
- 2006: 33° posto
- 2009: Premio Chefs' Choice
- 2010: Miglior ristorante del mondo
- 2011: Miglior ristorante del mondo
- 2012: Miglior ristorante del mondo
- 2014: Miglior ristorante del mondo
- 2021: Miglior ristorante del mondo (come Noma 2.0)

### Altri
- 2008: International Chef of the Year presso Lo Mejor de la Gastronomia (San Sebastián, Spagna)
- 2008: Miglior ristorante del mondo per Tripadvisor

## Opere collegate
Libri
- R. Redzepi, Noma. Tempi e luoghi della cucina nordica, ed. it. Phaidon, 2010, ISBN 978-0714862217.
- R. Redzepi, D. Zilber, Noma. La guida alla fermentazione, ed. it. Giunti, 2018, ISBN 978-8809879942.
- M. Søberg, J. Takahashi, R. Redzepi, Noma 2.0. Vegetable, Forest, Ocean, Artisan (inedito in lingua italiana), 2022, ISBN 978-1648291722.
- AA. VV., Noma in Kyoto, autopubblicato (inedito in lingua italiana), 2022, ISBN 978-8797489017.

Documentari
- Noma. My perfect storm, documentario, regia di Pierre Deschamps (2015).
- Omnivore, miniserie di 8 episodi, Apple TV (2024).